# Oplocany
Oplocany är en ort i Tjeckien.   Den ligger i regionen Olomouc, i den östra delen av landet, 220 km öster om huvudstaden Prag. Oplocany ligger 201 meter över havet och antalet invånare är 334.
Terrängen runt Oplocany är platt.Runt Oplocany är det ganska tätbefolkat, med 230 invånare per kvadratkilometer. Närmaste större samhälle är Prostějov, 12,8 km nordväst om Oplocany. Trakten runt Oplocany består till största delen av jordbruksmark.